# Пшонянове
Пшоняно́ве, раніше Ной-Петербург (нім. Neu Peterburg) — село Визирської сільської громади в Одеському районі Одеської області. Населення становить 177 осіб.

## Населення

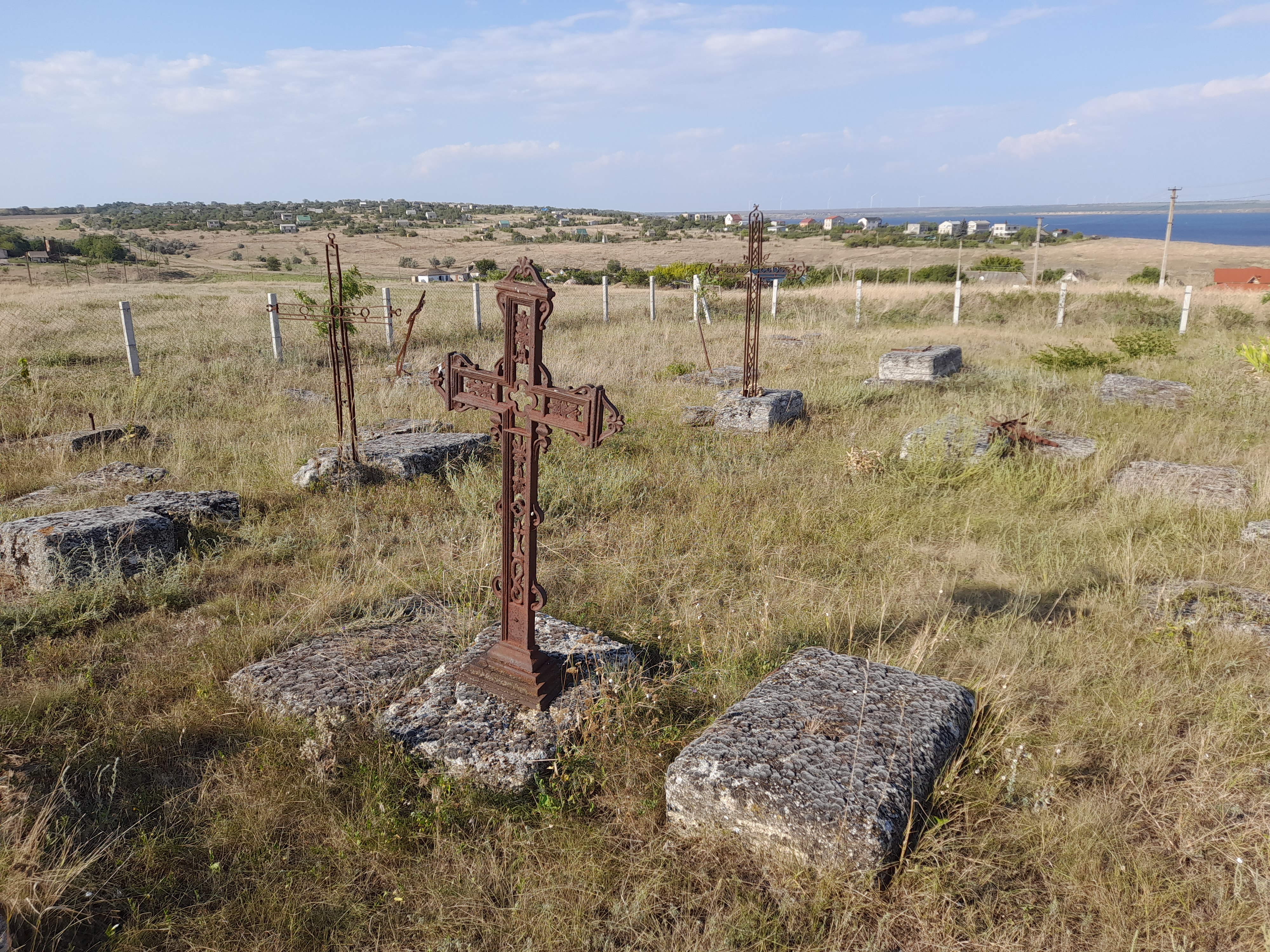
Могили німецьких колоністів на цвинтарі села

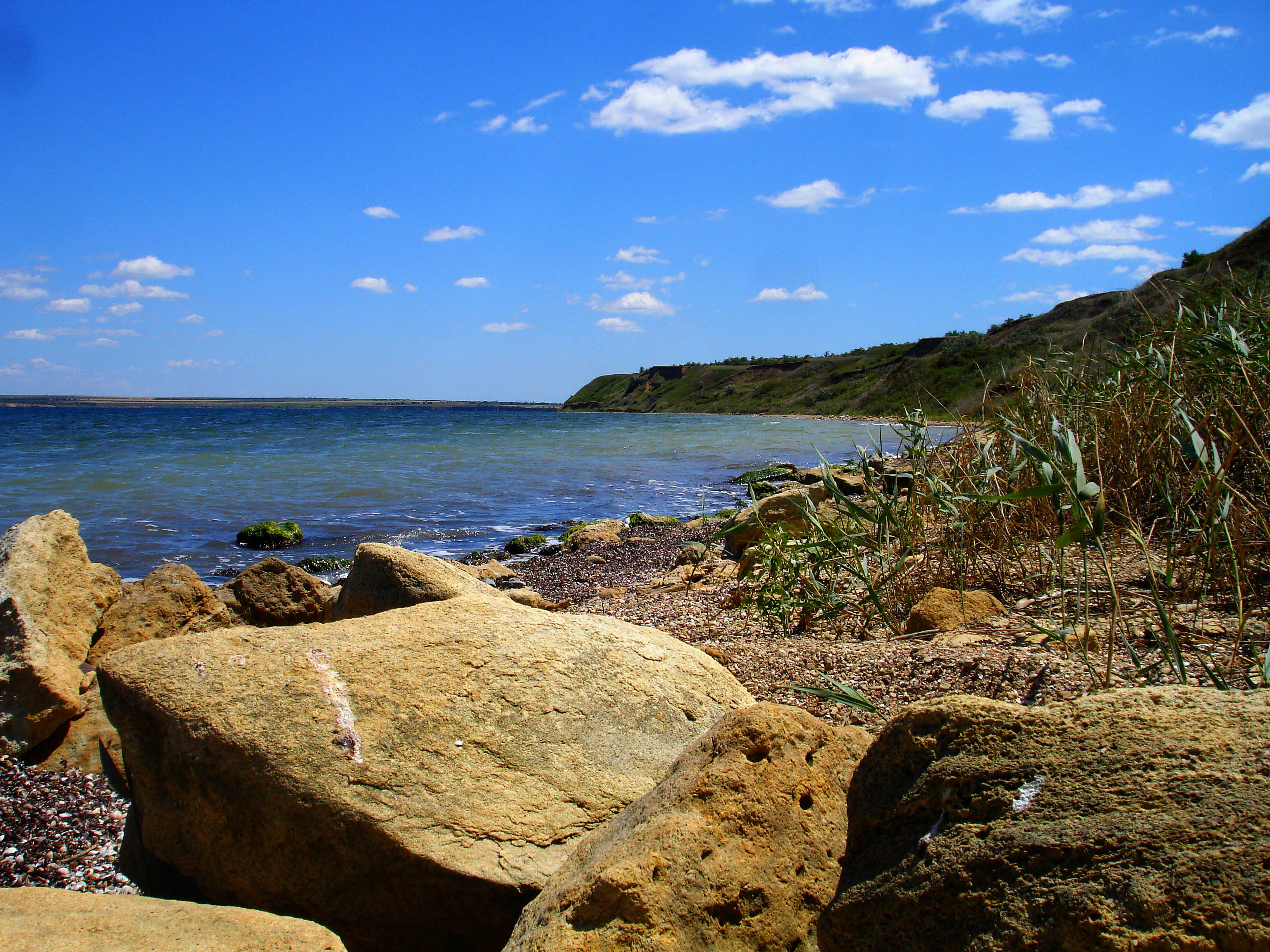
Пляж на узбережжі Тилігульського лиману біля села

Згідно з переписом УРСР 1989 року чисельність наявного населення села становила 168 осіб, з яких 79 чоловіків та 89 жінок.
За переписом населення України 2001 року в селі мешкало 177 осіб.

### Мова
Розподіл населення за рідною мовою за даними перепису 2001 року:
| Мова       | Відсоток |
| ---------- | -------- |
| українська | 87,57 %  |
| румунська  | 7,34 %   |
| російська  | 5,08 %   |